# Franco Merli
Franco Merli   (Roma, 31 d'octubre de 1956 - Roma, 17 de maig de 2025) va ser un actor italià, conegut pel seu paper a Salò o le 120 giornate di Sodoma.

## Biografia
Molt poc se sap sobre Franco Merli, que va aparèixer en diverses pel·lícules italianes en tota la dècada del 1970. Va néixer el 31 d'octubre del 1956 a Roma, Itàlia. El 1973, el poeta i cineasta italià Pier Paolo Pasolini va descobrir Merli. Franco, de 16 anys, treballava com a empleat en una gasolinera en aquell moment (com Ninetto Davoli, amic de Pasolini i actor en la majoria de les seves pel·lícules, narra). Pasolini era a la recerca d'un home jove per a interpretar el protagonista en la seva propera pel·lícula, Les mil i una nits (Il fiore delle mille i una notte). El director immediatament va saber que Franco Merli, amb el seu petit però musculós físic, mirades mediterrànies fosques i somriure fàcil, era l'elecció perfecta per al paper de Nur Ed Din. O, com va dir en una ocasió: ". (...) Un noi de Corleone (a Sicília), que té la innocència dels seus setze anys en el cos d'un jove de divuit anys".

## Carrera
Les mil i una nits va ser un èxit internacional i Merli agafa gust pel negoci del cinema. Després del seu debut, va aparèixer amb el pèl tenyit de ros en La collegiale.
El 1975, Pasolini el va contractar una vegada més, per al paper d'una de les víctimes de sexe masculí en la seva producció Salò o els 120 dies de Sodoma. En aquesta pel·lícula, Merli era, igual que els altres actors no professionals, anomenat en la pel·lícula pel seu veritable nom, Franco. El director va triar Merli una vegada més, no sols perquè encarnava el "tipus Pasolini", sinó també perquè el jove actor ja havia provat en les Mil i una nits que estava perfectament còmode apareixent nu davant d'una càmera. En certa manera, Salò va fer immortal la cara de Franco, ja que una de les imatges més altament publicitades de la pel·lícula va ser el primer pla del jove Merli quan la seva llengua es talla en les escenes de tortura finals. Merli també es va fer famós per l'escena en la qual les víctimes es veuen obligades a actuar per gossos; en un lloc destacat van mostrar Franco nu, de quatre grapes, i només portava un collaret de gos -un fet que no millora la seva carrera (vegeu més endavant).
Franco Merli, òbviament, va tenir almenys un moment incòmode durant el rodatge de Salò, com Ezio Manni -que va interpretar el guàrdia que s'enamora de la criada negra (Ines Pellegrini)- recorda: Tal vegada sorprenentment no es tractava de la nuesa, ni les coses degradants a què ell i els altres actors que interpreten les víctimes van haver de sotmetre's davant de la càmera, sinó que es va produir durant l'escena en la qual es tria Merli per tenir el més bell darrere. En l'escena, es va filmar Franco com una "recompensa" per haver guanyat el concurs. Pel que sembla, el jove de sobte es va tornar boig quan l'arma se li va posar al cap. Manni diu que li va prendre bastant de temps calmar Merli de nou i persuadir-lo de seguir endavant amb l'escena de la manera prevista.
Segons aquesta font, Merli també estava preocupat pels rumors en l'equip que ell era homosexual. Se suposa que era objecte de burles pels seus companys a causa d'això i, per tant, estava en els racons durant la major part de les filmacions. Si això és veritat, és discutible, ja que no hi ha cap altra font d'aquest fet.
El 1976, Franco Merli va aparèixer en la pantalla com a Fernando, fill del personatge de Nino Manfredi, que guanya diners com una prostituta travestí en Lletjos, bruts i dolents. Aquesta sàtira social, de l'italià Ettore Scola, va ser també (al costat d'un petit paper en Il malato immaginario del 1979) l'apogeu de Franco Merli com a actor. És probable que aconseguís el paper de Fernando gràcies a la seva relació amb Pasolini, ja que el director no sols era un amic de Scola, sinó que anava a escriure un pròleg a la pel·lícula. Però Pasolini va ser assassinat abans.
Des que el mentor de Merli havia mort i la seva elecció de papers (o tal vegada els que se li oferien) havia estat més aviat poc convencionals, no va aconseguir trobar més treball en la indústria, malgrat la seva versatilitat com a actor, amb un rang de pura innocència al llibertinatge. El fet d'identificar-se com la "cara" i "cos" de la polèmica Salò hi va contribuir.

### Reaparició el 2006
El 2006, Franco Merli va aparèixer una vegada més en la pantalla gran quan el documental de Giuseppe Bertolucci sobre Pasolini i la fabricació de Salò, Pasolini prossimo nostro (Pasolini al costat de nosaltres) es va estrenar en el Festival Internacional de Cinema de Venècia. Merli es podia veure en les fotografies fixes i darrere de les captures de pantalla per la fotògrafa de l'equip Deborah Beer, així com el rodatge de la seva escena de la tortura capturada pel documentalista britànic Gideon Bachman.